# Moulla
 (août 2024).
La mise en forme du texte ne suit pas les recommandations de Wikipédia : il faut le « wikifier ».
Les points d'amélioration suivants sont les cas les plus fréquents. Le détail des points à revoir est peut-être précisé sur la page de discussion.
- Les titres sont pré-formatés par le logiciel. Ils ne sont ni en capitales, ni en gras.
- Le texte ne doit pas être écrit en capitales (les noms de famille non plus), ni en gras, ni en italique, ni en « petit »…
- Le gras n'est utilisé que pour surligner le titre de l'article dans l'introduction, une seule fois.
- L'italique est rarement utilisé : mots en langue étrangère, titres d'œuvres, noms de bateaux, etc.
- Les citations ne sont pas en italique mais en corps de texte normal. Elles sont entourées par des guillemets français : « et ».
- Les listes à puces sont à éviter, des paragraphes rédigés étant largement préférés. Les tableaux sont à réserver à la présentation de données structurées (résultats, etc.).
- Les appels de note de bas de page (petits chiffres en exposant, introduits par l'outil «  Source ») sont à placer entre la fin de phrase et le point final[comme ça].
- Les liens internes (vers d'autres articles de Wikipédia) sont à choisir avec parcimonie. Créez des liens vers des articles approfondissant le sujet. Les termes génériques sans rapport avec le sujet sont à éviter, ainsi que les répétitions de liens vers un même terme.
- Les liens externes sont à placer uniquement dans une section « Liens externes », à la fin de l'article. Ces liens sont à choisir avec parcimonie suivant les règles définies. Si un lien sert de source à l'article, son insertion dans le texte est à faire par les notes de bas de page.
- La présentation des références doit suivre les conventions bibliographiques. Il est recommandé d'utiliser les modèles {{Ouvrage}}, {{Chapitre}}, {{Article}}, {{Lien web}} et/ou {{Bibliographie}}. Le mode d'édition visuel peut mettre en forme automatiquement les références.
- Insérer une infobox (cadre d'informations à droite) n'est pas obligatoire pour parachever la mise en page.

Pour une aide détaillée, merci de consulter Aide:Wikification.
Si vous pensez que ces points ont été résolus, vous pouvez retirer ce bandeau et améliorer la mise en forme d'un autre article.
Moulla (de son vrai nom Moulla Diabi), né le 21 juillet 1988 à Domont dans le Val-d'Oise, est un magicien et illusionniste français réputé pour son utilisation des nouvelles technologies. Il est notamment connu pour ses différents passages à la télévision et radio dont l'émission La France a un incroyable talent sur M6 où il s'est rendu en finale.

## Biographie
Moulla fait ses études à l'école Marcelin Berthelot de la primaire jusqu'au collège. Il obtient un Baccalauréat Scientifique spécialisation Mathématiques avec une mention bien au lycée Jean-Jaurès à Montreuil. Passionné par les matières scientifiques il intègre l'ESIEA. Durant ses études il se spécialise en réalité virtuelle entre Paris et Laval, où se trouvent les laboratoires de réalité virtuelle.
Moulla réalise par la suite un stage de 9 mois, entre Paris et Boston, chez Dassault Systèmes. Il est diplômé en 2011 à Paris.
Durant ses études, il détourne ce qu’il apprend pour créer des illusions de magie. Il commence parallèlement à faire des spectacles de magie “traditionnelle” autour du monde. Il part ensuite travailler dans un laboratoire aux États-Unis, où il explore le lien entre magie et technologie. Il ouvre une chaîne Youtube où il poste le fruit de ses créations, ce qui lui permet de se faire contacter par des entreprises et pour des événements. À partir de là, il commence à créer des spectacles en collaboration avec des marques telles que Microsoft et Intel et reçoit le prix spécial du Laval Virtual en 2012.
Il lance en janvier 2012 Augmented Magic, son entreprise spécialisée dans le développement de magie technologique.

## Prix et distinctions
Lors de ses premières années de magicien, il remporte plusieurs prix : 
- Mandrake d'Or 2017[2]
- En 2023, Moulla est nommé chevalier de l’ordre des Arts et des Lettres par la ministre de la culture Rima Abdul Malak[1]

## Spectacles
Le premier spectacle « Décroche » voit le jour en 2015.
Le second spectacle « Miracles » voit le jour en 2017.
Le troisième spectacle « Magic 600 » voit le jour en 2023.
Le quatrième spectacle est « Le Petit Prince » sur le base de l'œuvre de Antoine de Saint-Exupéry.

### «Miracles»
Le spectacle Miracles de Moulla présente l'histoire de la magie et ses fables dans une successions de tableau en interaction avec le public. Il y manie les cartes, les téléphones portables ou les casques de réalité virtuelle. Le Parisien le qualifie alors de "jeune génie de l'illusion".
Il a été créé à l'aide d'une équipe complète composé d'ingénieurs, graphistes, chorégraphes, etc. 
"Moulla ne travaille pas seul et remplace la fameuse assistante du magicien par une équipe d’une dizaine de personnes, des assistants numériques et digitaux. Bien qu’invisibles sur scène, ils sont responsables du creative coding de certains tours dans la mise en place et la création d’applications et de programmes spécifiques. [...] succès mérité pour ce garçon curieux, aimant partager ses recherches, travailler en équipe pour faire évoluer sa discipline vers un nouvel âge numérique et hyper connecté." écrit Sébastien Bazou pour Artefake.
.

## Passages TV et radio
(mars 2018).
Liste des principaux passages TV et radios par ordre chronologique
- Tracks sur ARTE, TV, France, 2014[5]
- Arabs' Got Talent, TV, Liban, 2014[6]
- Tú sí que vales, TV, Italie, 2015[7]
- Interview sur BFM TV, TV, France, 2017[8]
- Interview Grand Angle sur TV5 MONDE, TV, France, 2017[9]
- Interview sur LCI, Facebook Live, France, 2017
- Reportage du JT de France 3, TV, France, 2017[10]
- Quotidien présenté par Yann Barthes sur TMC, TV, France, 2017[11]
- Finale de La France à un Incroyable Talent, TV, France, 2017[12]